# Hamstrings

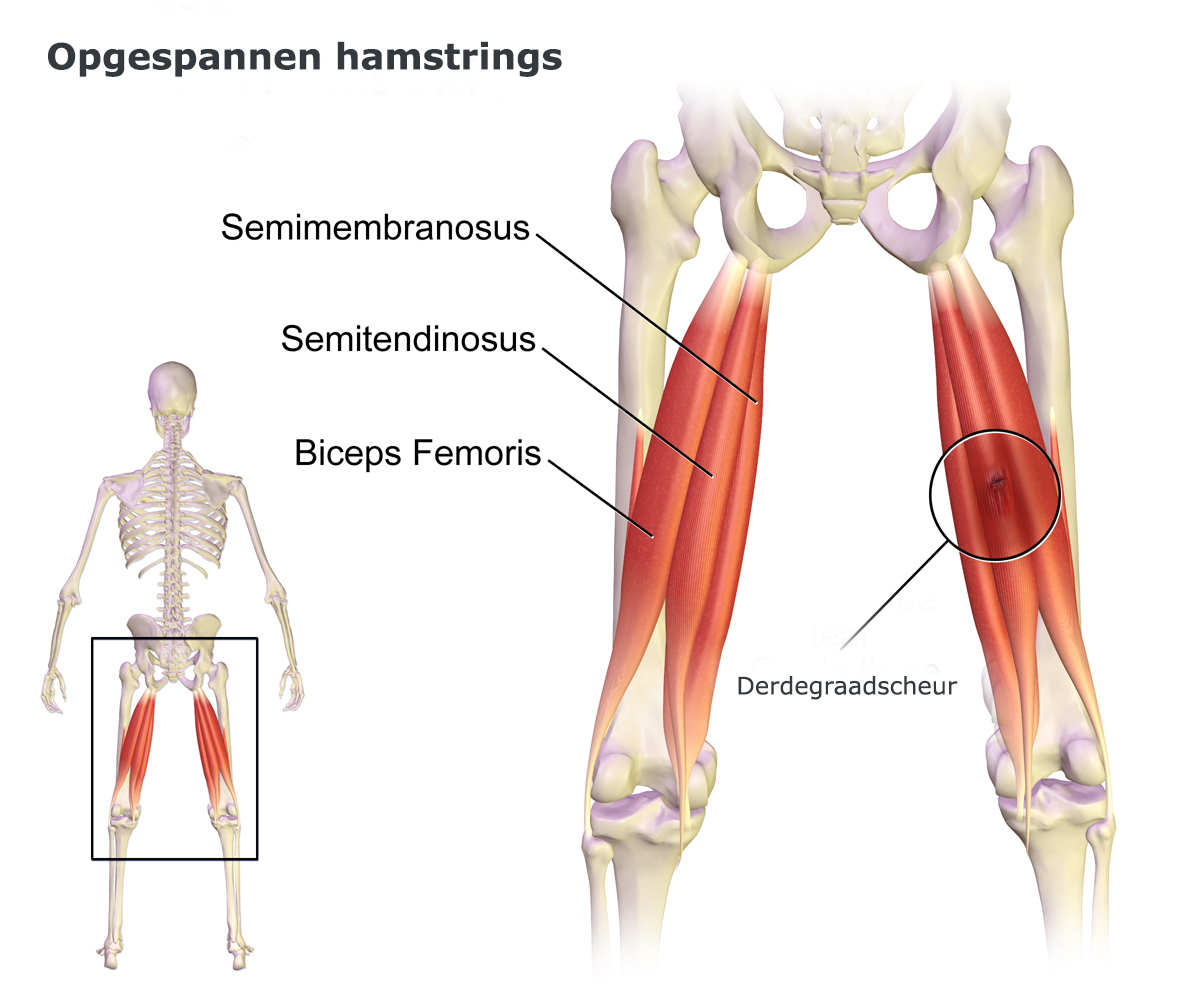
Hamstrings met een derdegraadscheur

De hamstrings of achterdijbeenspieren zijn de drie spieren aan de achterzijde van het bovenbeen: de musculus biceps femoris, de musculus semitendinosus en de musculus semimembranosus. Alle drie de spieren lopen van het zitbeen (latijn: os ischii) naar het onderbeen (latijn: crus). Een andere benaming voor deze spieren is dan ook wel de ischiocrurale spieren.
De hamstrings passeren zowel het heup- als het kniegewricht en zijn dus bi-articulair. In de heup helpen ze om retroflexie (heupstrekken) tot stand te brengen. Bovendien kunnen ze de heup verder door de nul-lijn brengen (10 - 15° hyperextensie, bijvoorbeeld wanneer het been tijdens buiklig van de grond wordt getild) In het kniegewricht buigen de hamstrings het onderbeen. Daarnaast hebben de musculus semitendinosus en de musculus semimembranosus endorotatie van het onderbeen als functie. De musculus biceps femoris heeft exorotatie van het onderbeen bij gebogen knie (knieflexie)  als functie en is de enige spier die deze beweging tot stand kan brengen.
In de knieholte (fossa poplitea) zijn de pezen van de hamstrings goed te voelen. Aan de binnenzijde is vooral de pees van de musculus semitendinosus voelbaar. Aan de buitenzijde bevindt zich de pees van de musculus biceps femoris.
De innervatie (bezenuwing) van de hamstrings gebeurt door de nervus ischiadicus, met uitzondering van de korte kop van de musculus biceps femoris, die door de nervus peroneus communis wordt geïnnerveerd.

## Lenigheid
De lenigheid van de mens wordt onder andere afgemeten aan de soepelheid en rekbaarheid van de hamstrings, die kunnen worden bevorderd door oefeningen zoals de hamstring-stretch, waar vele varianten van zijn.